# رکرسهاوزن
رکرسهاوزن (به آلمانی: Reckershausen) یک شهر در آلمان است که در راین-هونسروک واقع شده‌است. رکرسهاوزن ۳۸۲ نفر جمعیت دارد.